# Another Side of Bob Dylan
Another Side of Bob Dylan ist das vierte Studioalbum des amerikanischen Singer-Songwriters Bob Dylan. Es erschien am 8. August 1964 auf dem Plattenlabel Columbia Records und wurde von Tom Wilson produziert.
Nach einer von Protestsongs bestimmten Schaffensphase sollte das Album, wie schon im Titel zum Ausdruck kommt, eine andere Seite des Künstlers zeigen. Auf der Rückseite hat es ein Françoise Hardy gewidmetes Gedicht.

## Entstehung
Durch das Vorgängeralbum The Times They Are a-Changin’ (Veröffentlichung am 13. Januar 1964) war Bob Dylan mit Liedern über Militarismus, Rassismus und soziale Ungleichheit endgültig zum wichtigsten Protestsänger seiner Generation aufgestiegen. Obwohl die Presse ihn zum Propheten erhoben und auf den Thron der Bürgerrechtsbewegung gesetzt hatte, wurde Dylan zunehmend misstrauisch. Nach außen hin zeigte er sich immer härter und verbitterter, gab sich als der unnahbare Wissende.

„Als er damals berühmt wurde, da wurde er irgendwie gehässig. Er war sehr schnell bei der Hand, aber sarkastisch, nahm die Leute an wie ein Boxer, parierte Schläge und Bemerkungen und machte sich gleich wieder davon. Was Dylan machte, war die einzige Art, ungeschoren über die Runden zu kommen. Die Leute hängen sich an einen dran und sägen einem den letzten Nerv ab. Das geht an die Substanz. Man muss sich die Fans vom Leib halten, selbst wenn das bedeutet, dass man sie vor den Kopf stoßen muss.“

Auch Dylans Verhalten gegenüber seiner Freundin Suze Rotolo wurde immer abweisender: Er war nahezu permanent unterwegs, verschwand auf seinen Reisen, ohne Bescheid zu geben und machte sich nicht einmal die Mühe, sie zwischendurch anzurufen. Die endgültige Trennung im März 1964 war ein tiefgreifendes persönliches Ereignis für Dylan. Umso unverständlicher, dass er die Schuld am Auseinanderbrechen der Beziehung im Wesentlichen ihr zuschob. Musikalisch zeigte sich Dylan vom Sound der Beatles begeistert, die im Frühjahr 1964 die Singlecharts dominierten und Amerika in der Beatlemania gleichsam überrollten. Schnell entwickelte sich ein Dialog zwischen Dylan und den Fab Four. All diese Erfahrungen beflügelten Dylans kreativen Prozess, alte Songschemata abzulösen und neue Wege des Songwritings zu entdecken.
Am Ende einer dreiwöchigen Europareise, bei der er am 17. Mai ein umjubeltes Konzert in der Londoner Royal Festival Hall gab, zog sich Dylan mit seinem Tourmanager Victor Maymudes in den kleinen griechischen Ort Vernilya vor den Toren Athens zurück. Im Laufe von nur einer Woche sammelte er seine Eindrücke und verfasste das gesamte Material für ein neues Album. Unmittelbar nach der Rückkehr in die Vereinigten Staaten ging Dylan am 9. Juni in das Columbia Recording Studio und spielte unter der Leitung von Tom Wilson in nur sechs Stunden sämtliche neuen Songs ein. Diese denkwürdige Aufnahmesitzung war Dylans einzige offizielle Plattenaufnahme, die er im gesamten Jahr 1964 bestritt und glich einem Konzert unter Ausschluss der Öffentlichkeit. Wie gewohnt begleitete er sich mit akustischer Gitarre und Mundharmonika selbst und spielte insgesamt vierzehn Songs ein, von denen schließlich elf auf Another Side erschienen. Der fertigen Platte merkt man an, dass die Songs hastig aufgenommen wurden. Dylans Gesang wirkt nicht ausgereift und angesichts der zum Teil kompliziert verknoteten Liedtexte, hatte er zuweilen gewisse Vortragsprobleme. Bei All I Really Want to Do hört man Dylan in der letzten Strophe kurz lachen. Die brandneuen Songs hatte er überhaupt nicht eingeübt, weshalb er teilweise direkt vom Textblatt absingen musste, um die verschachtelten Strukturen auf Band zu bringen. Bei den Outtakes handelte es sich um Mama You Been On My Mind, Denise und Mr. Tambourine Man, das jedoch 1965 auf dem nachfolgenden Album Bringing It All Back Home erschien.
Am 26. Juli 1964 trat Dylan beim Newport Folk Festival auf und spielte mit All I Really Want to Do, To Ramona, Mr. Tambourine Man und Chimes of Freedom vier neue Songs, die bis auf Mr. Tambourine Man auf dem erst einige Tage später veröffentlichten Another Side of Bob Dylan enthalten sind.

## Inhalt und Bedeutung
Another Side symbolisiert Dylans kreativen Umbruch und schließt eine erste künstlerische Lebensphase ab, die ihn an die Spitze der politisch engagierten Folkbewegung geführt hatte. Am auffälligsten ist seine Abkehr vom schwarzweiß argumentierenden Protestsong hin zu poetischen Liedformen, die keine klaren und einfachen Botschaften mehr vermitteln. Die Songs stellen eine völlig neue Kombination aus vielschichtigem Surrealismus, gewagten Sprachexperimenten und sehr persönlichen Reflexionen dar, die einen komplexen Bewusstseinszustand reflektieren. Obwohl der Sound der Platte lieblos und flach klingt, knüpft sie musikalisch an die Vorgänger an und zeugt von einer außerordentlichen textlichen Reife. Dylans Textkunst wurde zunehmend durch die französischen Symbolisten Arthur Rimbaud und Charles Baudelaire beeinflusst, von den jüngeren Literaten der Beat-Generation hatten Jack Kerouac und sein persönlicher Freund Allen Ginsberg großen Einfluss auf den Musiker. Inhaltlich beschäftigt sich das Album überwiegend mit Suze Rotolo und der Trennungsbewältigung (Spanish Harlem Incident, To Ramona, I Don't Believe You (She Acts Like We Never Have Met), All I Really Want to Do). In Ballad in Plain D beschreibt Dylan aus seiner Sicht den eskalierenden Streit mit Suze und ihrer Schwester Carla. Er zeigt sich selbstgerecht, beleidigt und beleidigend und als ein junger Mann, der seine Emotionen in dieser Krise offenkundig nicht unter Kontrolle bringt. Insofern wurde Dylan hier all jenen Vorurteilen gerecht, die ihn als selbstherrliche und egozentrische Person auswiesen. Das bekannteste Lied ist It Ain’t Me, Babe, das bereits im selben Jahr von Johnny Cash für sein Album Orange Blossom Special gecovert wurde. Wörtlich genommen richtet sich der Text an eine junge Frau, deren Erwartungen der Interpret nicht gerecht werden kann oder will. Von Anfang an ist der Song aber auch im übertragenen Sinn gedeutet worden, dass Dylan die ihm zugewiesene Rolle als Stimme einer Generation und ganz allgemein jede Vereinnahmung durch andere ablehne. Noch deutlicher bringt der Abschlusssong My Back Pages eine Abwendung von der Rolle des Predigers und Verkünders vermeintlich einfacher Wahrheiten und eine Absage an einfaches Schwarz-Weiß-Denken zum Ausdruck. Die Kernaussage passt wie ein Lebensmotto zu Dylan: Nichts ist so beständig wie der Wandel, der einzigen Konstante im Leben. Auch wenn die Lieder zum Thema Beziehung eindeutig den Schwerpunkt von Another Side bilden, nimmt das ganz anders gelagerte Chimes of Freedom in vielerlei Hinsicht eine Schlüsselstellung ein. Mit diesem außergewöhnlichen Song lieferte Dylan eine vielschichtige Vision von Freiheit, eingebettet in einen höchst poetischen Text im Stile Rimbauds und steht damit unweigerlich in der Tradition von A Hard Rain’s A-Gonna Fall, ist aber reifer – eine komplexe surrealistische Bilderwelt, die Dylans Schreibstil der kommenden Alben vorwegnimmt. Insofern steht Chimes of Freedom wie kein anderer Song als Bindeglied zwischen dem Gestern (dem Songthema) und dem Morgen (dem literarischen Stil Dylans) und repräsentiert damit das Album auf das Treffendste.
Nach seiner Veröffentlichung am 8. August 1964 rief Another Side zwiespältige, kühle Reaktionen hervor und sorgte in Teilen für Befremden. Man erwartete von Dylan Antworten auf brennende Fragen der Zeit, stattdessen erhielten sie teils humorvolle, teils bizarre, teils bittere Lieder – viele zum Thema Liebe und Beziehung. Manche Kritiker sahen ihn in zu viel Subjektivität abdriften. So veröffentlichte Irwin Silber in der von ihm herausgegebenen Folk-Zeitschrift Sing Out! einen offenen Brief an Dylan, in dem er seiner Sorge Ausdruck verlieh, der Sänger drohe durch die Begleitumstände von Ruhm und Erfolg den Kontakt zur Basis zu verlieren, was auch in seinen neuen Liedern zum Ausdruck komme. Der Folksänger Phil Ochs hingegen verteidigte im Broadside Magazine Dylans Recht auf Wandel.

„Auf dieser Platte ist (mit wenigen Ausnahmen) nicht mehr der Kritiker vom Dienst zu hören, sondern Dylan, der Privatmann, ein Mensch in Auseinandersetzung mit seinen Emotionen.“

Darstellungen solcher Art, dass er mit dem Album eine radikale Kehrtwende vollzogen habe, hat Dylan selbst später relativiert. Schon mit dem Titel sei er nicht glücklich gewesen. Das Album Another Side of Bob Dylan zu nennen, sei die Idee des Produzenten Tom Wilson gewesen, und der Anschein, bei dem Album handle es sich um eine Negation der Vergangenheit, entspreche nicht der Wahrheit.

## Titelliste
LP Seite 1
1. All I Really Want to Do – 4:04
2. Black Crow Blues – 3:14
3. Spanish Harlem Incident – 2:24
4. Chimes of Freedom – 7:09
5. I Shall Be Free No. 10 – 4:47
6. To Ramona – 3:52

LP Seite 2
1. Motorpsycho Nitemare – 4:33
2. My Back Pages – 4:22
3. I Don’t Believe You (She Acts Like We Never Have Met) – 4:22
4. Ballad in Plain D – 8:16
5. It Ain’t Me Babe – 3:33

## Kommerzieller Erfolg

### Chartplatzierungen
Another Side avancierte mit Rang acht zum Top-10-Erfolg im Vereinigten Königreich. Darüber hinaus erreichte es Chartplatzierungen in Deutschland (Rang 24), Norwegen (Rang 26) und den Vereinigten Staaten (Rang 43).
| ChartsChartplatzierungen       | Höchstplatzierung | Wochen/ Monate |
| ------------------------------ | ----------------- | -------------- |
| Deutschland (GfK)              | 24 (1 Mt.)        | 1 Mt.          |
| Vereinigte Staaten (Billboard) | 43 (41 Wo.)       | 41 Wo.         |
| Vereinigtes Königreich (OCC)   | 8 (19 Wo.)        | 19 Wo.         |

### Auszeichnungen für Musikverkäufe
| Land/Region                  | Auszeichnungen für Musikverkäufe (Land/Region, Auszeichnung, Verkäufe) | Verkäufe |
| ---------------------------- | ---------------------------------------------------------------------- | -------- |
| Vereinigte Staaten (RIAA)    | Gold                                                                   | 500.000  |
| Vereinigtes Königreich (BPI) | Gold                                                                   | 100.000  |
| Insgesamt                    | 2× Gold ·                                                              | 600.000  |

Hauptartikel: Bob Dylan/Auszeichnungen für Musikverkäufe

## Coverversionen
1965 coverten The Byrds und die Sängerin Cher den Song All I Really Want to Do und hatten damit Single-Erfolge. Als Dylan zum ersten Mal die Byrds-Version hörte, soll er ausgerufen haben: „Wow. Mann, dazu kann man ja sogar tanzen.“
Der kanadische Singer-Songwriter Neil Young bezieht sich in dem Song Flags of Freedom auf seinem 2006 erschienenen Album Living with War ziemlich eindeutig auf den Song Chimes of Freedom.